# 澹臺姓
澹臺姓為漢字複姓，原本是春秋時期魯國的一個地名，位於山東省濟寧市嘉祥縣南的澹臺山旁。孔子有個名叫「滅明」的弟子，因出生於此，人稱「澹臺滅明」。其子孫就以「澹臺」為姓。成為一個複姓。望族居太原郡（今山西省太原市）。

## 延伸阅读
[在维基数据编辑]
 《百家姓》
 《欽定古今圖書集成·明倫彙編·氏族典·澹臺姓部》，出自陈梦雷《古今圖書集成》